# Oficina Europea de Llengües Minoritàries
L'Oficina Europea de Llengües Minoritàries és una organització sense finalitats de lucre creada l'any 1982 per iniciativa del Parlament Europeu amb la finalitat de promocionar la diversitat lingüística tant a nivell europeu com a internacional. Les seves principals fonts de finançament són el Parlament Europeu i la Comissió Europea, a més de governs regionals i locals. Des del seu establiment, l'Oficina s'ha enfocat a reforçar els contactes i desenvolupar la cooperació entre aquelles comunitats parlants de llengües minoritàries, amb la intenció de promoure la diversitat lingüística a Europa. La seva missió és ser la veu representativa dels més de 46 milions d'europeus que parlen alguna llengua minoritària. L'Oficina té seus a Brussel·les i Dublín.

## Activitats
Entre les seves principals activitats figuren les següents:
- A través de la seva xarxa de Comitès dels Estats membres, l'Oficina representa a les comunitats de llengües regionals i minoritàries de la Unió Europea, promovent els seus interessos comuns a nivell europeu i internacional i actua com a canal de comunicació entre elles i els organismes europeus i internacionals.
- Proporcionar assessoria i informació sobre llengües regionals i minoritàries i diversitat lingüística als responsables polítics, als mitjans de comunicació, a la comunitat acadèmica i al públic en general. Compta amb un servei de notícies sobre llengües minoritàries i un centre de documentació en la seva oficina de Brussel·les.
- Recolzar les iniciatives de les comunitats amb parlants de llengües regionals i minoritàries facilitant-los assessorament, informació i serveis en línia, facilitant el seu accés a l'obtenció de finançament amb fons europeus.
- Coordinar diverses iniciatives referents a les llengües regionals i minoritàries, com a programes de visites d'estudi i d'intercanvis escolars i acadèmics.[2]